# T17E1 스태그하운드
T17E1 스태그하운드는 제2차 세계 대전 도중 미국의 쉐보레 사에서 개발한 장갑차로, 미군에선 사용되지 않았으나, 대신 영국을 비롯한 여러 영연방 국가들의 군대에서 스태그하운드란 제식명으로 사용되었다. 제2차 세계 대전 이후에도 여러 국가에서 계속 운용되었으며, 일부는 1980년대에도 계속 운용되었다. 

## 개발 역사
미 육군 병기국은 1941년 7월 중(重)장갑차(이는 이후 T18 보어하운드가 되었다)와 함께 중형 장갑차의 개발을 요구하였다. 포드 사는 병기국의 요구에 맞추어 이후 T17로 명명된 6륜구동 중형 장갑차를 제작하였고, 쉐보레 사는 이후 T17E1으로 명명된 4륜구동 중형 장갑차를 제작하였다. 만약 둘 중 하나가 미군에게 도입된다면 제식명은 M6이 될 것이였다.